# ISO 3166-2:CR
Die Liste der ISO-3166-2-Codes für  Costa Rica enthält die Codes für die costa-ricanischen Provinzen.

Die Codes bestehen aus zwei Teilen, die durch einen Bindestrich voneinander getrennt sind. Der erste Teil gibt den Landescode gemäß ISO 3166-1 (für  Costa Rica CR), der zweite den Code für die Provinz wieder.
Die aktuellen Codes stehen auf der Seite der ISO unter #iso:code:3166:CR zur Verfügung.

Für Costa Rica bestehen diese Codes für die Provinzen aus einem oder im Fall der Provinz San José zwei Buchstaben aus dem spanischen Alphabet.

Provinzen in Costa Rica

| Provinz    | Code  |
| ---------- | ----- |
| Alajuela   | CR-A  |
| Cartago    | CR-C  |
| Guanacaste | CR-G  |
| Heredia    | CR-H  |
| Limón      | CR-L  |
| Puntarenas | CR-P  |
| San José   | CR-SJ |